# Aricidea rosea
Aricidea rosea är en ringmaskart som beskrevs av Reish 1968. Aricidea rosea ingår i släktet Aricidea och familjen Paraonidae. Inga underarter finns listade i Catalogue of Life.